# Guimarães
Guimarães (tradicionalmente en español y en desuso, Guimaranes) es un municipio y ciudad portuguesa del distrito de Braga. El municipio, de 242,85 km² de extensión y subdividido en 48 freguesias, cuenta con una población de 156 849 habitantes (2021). Pertenece a la región estadística del Norte y a la comunidad intermunicipal del Ave. El centro histórico de la ciudad fue declarado Patrimonio de la Humanidad por la Unesco en 2001.

## Toponimia
El topónimo proviene del latín bajo Vimaranis [Villa], que posteriormente evolucionó a Vimaranes, finalmente otorgando el término Guimarães en portugués.

## Geografía
El topónimo Guimarães en portugués es pronunciado /ɡimɐˈɾɐ̃jʃ/ (escucharⓘ).  
El municipio, perteneciente a la región estadística del Norte (NUTS II) y a la comunidad intermunicipal del Ave (NUTS III), limita al norte con Póvoa de Lanhoso, al este con Fafe, al sur con Felgueiras, Vizela y Santo Tirso, al oeste con Vila Nova de Famalicão y al noroeste con Braga. 
Guimarães se encuentra a 22 km de Braga, 33 km de Vila Nova de Famalicão, 41 km de Barcelos, 51 km de Póvoa de Varzim, 56 km de Oporto, 80 km de Viana do Castelo, 88 km de Vila Real, 128 km de Vigo, 169 km de Coímbra, 205 km de Santiago de Compostela, 365 km de Lisboa, 549 km de Madrid, 600 km de Faro y 1099 km de Barcelona.
| Noroeste: Braga               | Norte: Póvoa de Lanhoso | Noreste: Póvoa de Lanhoso y Fafe |
| Oeste: Vila Nova de Famalicão |                         | Este: Fafe                       |
| Suroeste: Santo Tirso         | Sur: Vizela             | Sureste: Felgueiras              |

### Freguesias
Las freguesias de Guimarães son las siguientes:
- Abação e Gémeos
- Airão Santa Maria, Airão São João e Vermil
- Aldão
- Arosa e Castelões
- Atães e Rendufe
- Azurém
- Barco
- Briteiros Santo Estêvão e Donim
- Briteiros São Salvador e Briteiros Santa Leocádia
- Brito
- Caldelas
- Candoso São Tiago e Mascotelos
- São Martinho de Candoso
- Conde e Gandarela
- Costa
- Creixomil
- Fermentões
- Gonça
- Gondar
- Guardizela
- Infantas
- Leitões, Oleiros e Figueiredo
- Longos
- Lordelo
- Mesão Frio
- Moreira de Cónegos
- Nespereira
- Oliveira, São Paio e São Sebastião
- Pencelo
- Pinheiro
- Polvoreira
- Ponte
- Santa Eufémia de Prazins
- Prazins Santo Tirso e Corvite
- Ronfe
- Sande São Lourenço e Balazar
- Sande Vila Nova e Sande São Clemente
- São Martinho de Sande
- São Torcato
- São Cristóvão de Selho
- São Jorge de Selho
- Selho São Lourenço e Gominhães
- Serzedelo
- Serzedo e Calvos
- Silvares
- Souto Santa Maria, Souto São Salvador e Gondomar
- Tabuadelo e São Faustino
- Urgezes

## Historia

### Período prerromano y romano
La historia de esta ciudad se remonta al menos a la Edad del Cobre tal como se ha demostrado en las citanias de Briteiros y de Sabroso y en el yacimiento arqueológico de Penha. Además, en la época del emperador Trajano, se hace referencia al uso del agua de las termas de Caldas das Taipas por los romanos.

### Edad Media
Se atribuye la fundación de la ciudad a un noble, vasallo del rey de Asturias Alfonso III, Vimara Pérez, quien daría nombre a la ciudad, originalmente llamada Vimaranes. Vimara fue nombrado el primer conde del Condado Portucalense después de haber reconquistado y repoblado la ciudad de Oporto en 868. Todo esto sucedió en el tercer tercio del siglo IX aprovechando la corriente repobladora fomentada por el rey Alfonso.

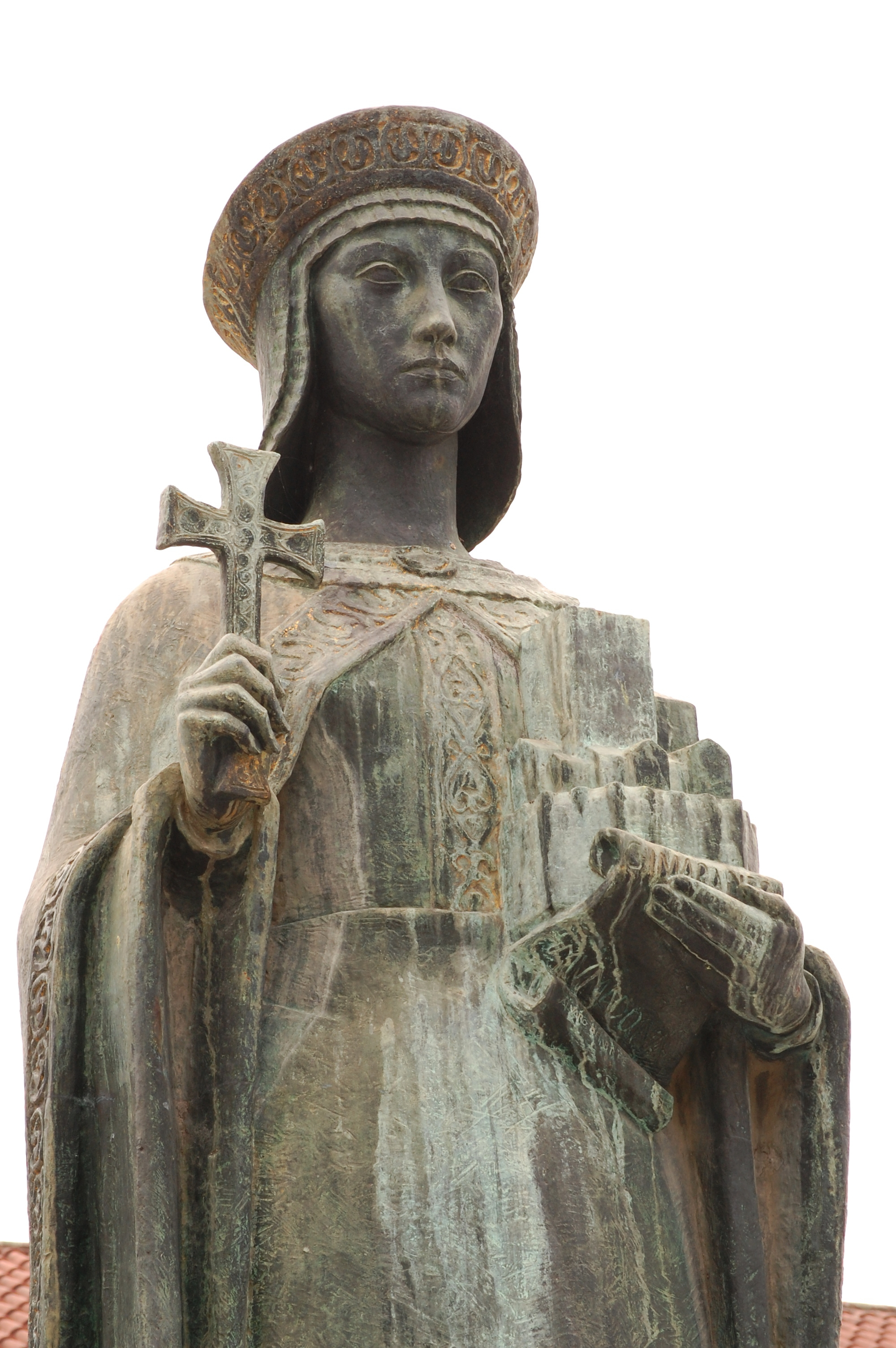
Estatua de Muniadona Díaz en Guimarães, en la plaza con su nombre.

El 3 de agosto de 950, después de la muerte del gobernador del Condado Portucalense, el conde Hermenegildo González, su viuda, la condesa Muniadona Díaz repartió los vastos dominios que la pareja poseía entre sus hijos. Las tierras de Guimarães (Vimaranes) fueron donadas a su hija Oneca que era en ese momento, una religiosa. En ese mismo año, Muniadona fundó aquí el Monasterio de San Mamede (o de Guimarães), dedicado al Salvador del Mundo, la Virgen de Santa María y los Santos Apóstoles. En su testamento donó todos sus dominios y rentas así como objetos religiosos de su propiedad al monasterio. Se sabe hoy que este monasterio tenía una biblioteca notable y valiosa.

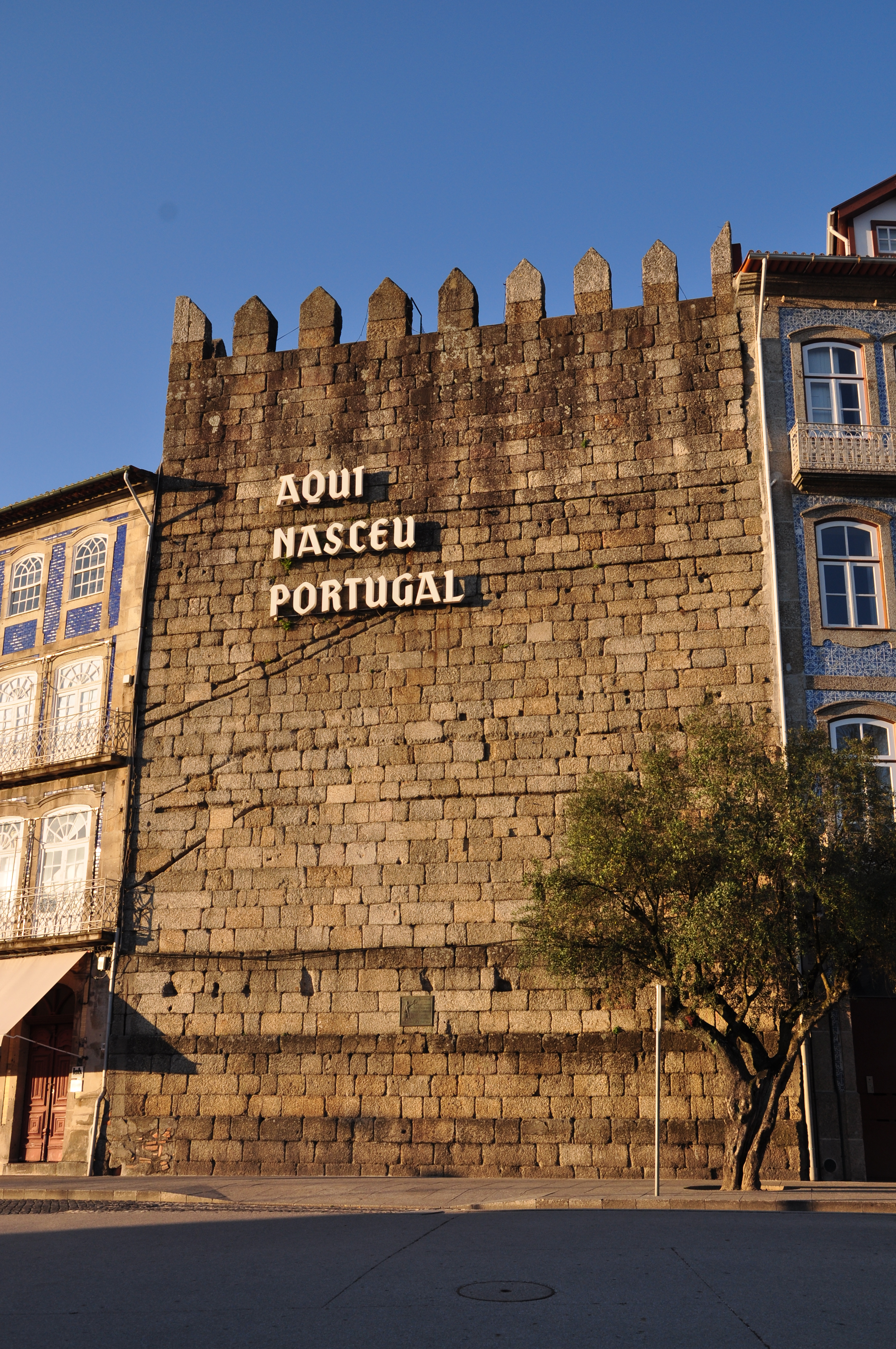
Guimarães es conocida como la ciudad donde nació Portugal, frase escrita en una de las torres de la muralla.

El monasterio se convirtió en un polo de atracción y dio origen a una mayor fijación poblacional en la villa baja. Paralelamente, para la defensa del conglomerado, Muniadona Díaz mandó construir, entre 959 y 968, el castillo de Guimarães a poca distancia, sobre la colina, creando así un segundo punto de fijación en la villa alta. Para unir los dos núcleos se formó la Rua (calle) de Santa Maria. Posteriormente, el monasterio se transformó en Real Colegiata y adquirió gran importancia debido a los privilegios y donaciones que reyes y nobles le fueron concediendo. Entre esas contribuciones son destacables la reconstrucción gótica impulsada por el rey Juan I, la torre de la iglesia en estilo manuelino completada alrededor de 1513 a 1515 y la capilla mayor de arquitectura clásica, reconstruida en el siglo XVII por el rey Pedro II. Los yesos de las capillas más grandes son referencias de la reforma neoclásica iniciada en 1830.
El conde Enrique de Borgoña concedió a Guimarães el primer fuero nacional considerado por algunos historiadores anterior al de Constantim de Panóias. Aunque se desconoce la fecha exacta sucedió posiblemente en 1096.
En este poblado se produjo en el 24 de junio de 1128 la Batalla de San Mamede, en la cual Teresa de León, infanta de León y condesa de Portugal, confrontó a su hijo Alfonso Enríquez, que ganó la batalla y que posteriormente se convertiría en el primer rey de Portugal.
En el reinado de Dionisio I, fueron construidas las murallas de la ciudad. Desde entonces, Guimarães se extendió durante los siglos siguientes, hasta nuestros días.

### Edad Contemporánea
El centro histórico de Guimarães fue declarado Patrimonio de la Humanidad por la Unesco en 2001.  Guimarães fue elegida Capital Europea de la Cultura en 2012 junto a la ciudad eslovena de Maribor.

## Demografía
| Gráfica de evolución demográfica de Guimarães entre 1849 y 2021 |
|                                                                 |
| Datos según el nomenclátor publicado por el INE portugués.      |

| Población del centro de la ciudad de Guimarães (1864–2011) | Población del centro de la ciudad de Guimarães (1864–2011) | Población del centro de la ciudad de Guimarães (1864–2011) | Población del centro de la ciudad de Guimarães (1864–2011) | Población del centro de la ciudad de Guimarães (1864–2011) | Población del centro de la ciudad de Guimarães (1864–2011) | Población del centro de la ciudad de Guimarães (1864–2011) | Población del centro de la ciudad de Guimarães (1864–2011) | Población del centro de la ciudad de Guimarães (1864–2011) | Población del centro de la ciudad de Guimarães (1864–2011) |
| ---------------------------------------------------------- | ---------------------------------------------------------- | ---------------------------------------------------------- | ---------------------------------------------------------- | ---------------------------------------------------------- | ---------------------------------------------------------- | ---------------------------------------------------------- | ---------------------------------------------------------- | ---------------------------------------------------------- | ---------------------------------------------------------- |
| 1864                                                       | 1878                                                       | 1890                                                       | 1900                                                       | 1911                                                       | 1920                                                       | 1930                                                       | 1960                                                       | 2001                                                       | 2011                                                       |
| 7568                                                       | 7980                                                       | 8611                                                       | 9104                                                       | 9550                                                       | 9023                                                       | 9521                                                       | 23 233                                                     | 52 182                                                     | 47 588                                                     |

Fuentes: INE y Direcção Geral do Ordenamento do Território e Desenvolvimento Urbano

## Cultura

### Deportes
Guimarães tiene un importante club deportivo, Vitória Sport Clube, cuyo equipo de fútbol participó durante muchos años en la Primeira Liga portuguesa. Además, Vitória SC también tiene un equipo de baloncesto y otro de voleibol, que participan en las primeras divisiones de sus respectivas categorías.

## Monumentos y lugares de interés
La ciudad histórica de Guimarães se encuentra asociada al nacimiento de la identidad nacional portuguesa en el siglo XII. Constituye un ejemplo excepcionalmente bien conservado de la evolución de una localidad medieval hacia una ciudad moderna. La rica tipología edificada muestra el desarrollo de la arquitectura portuguesa entre los siglos XV y XIX, con el uso continuo de técnicas y materiales de construcción tradicionales.

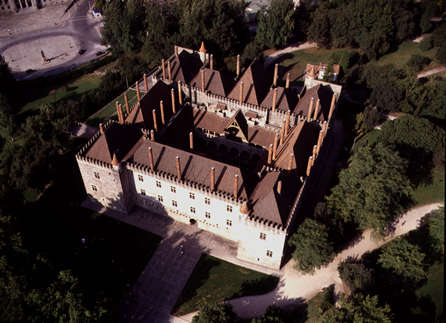
Palacio de los duques de Braganza, desde arriba.
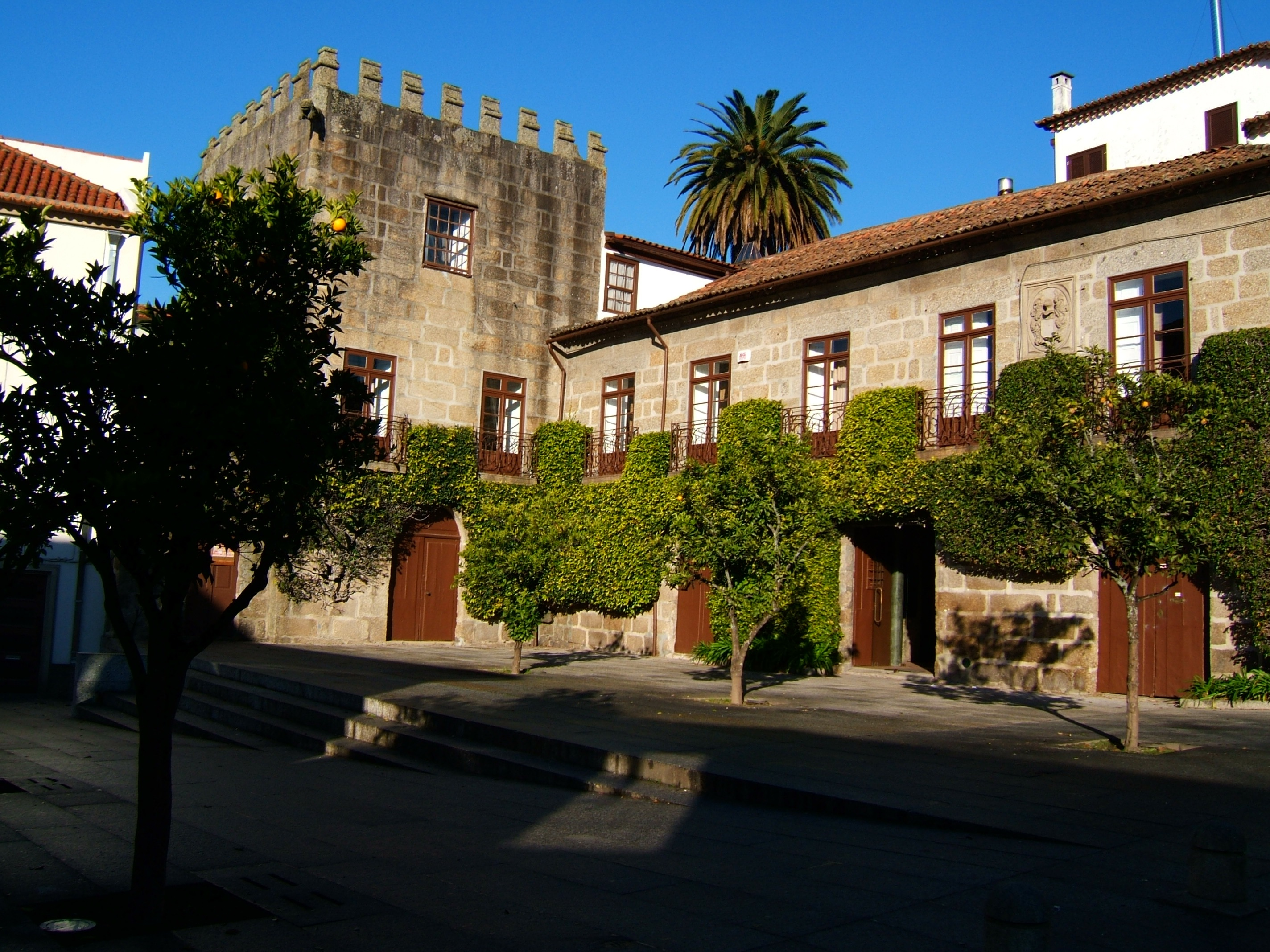
Casa dos Laranjais, del siglo XVIII.
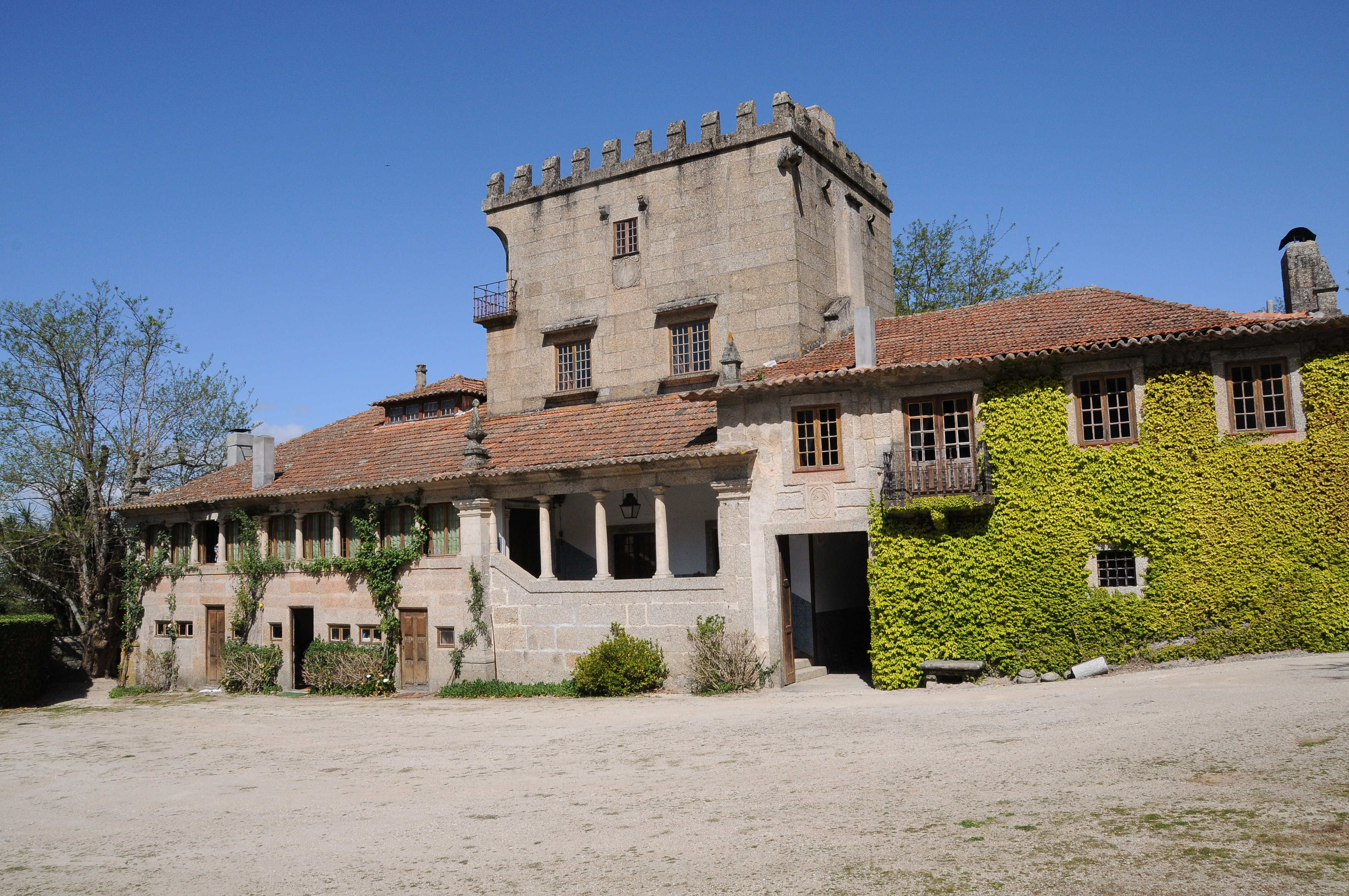
Palacio San Cipriano, del siglo XV.
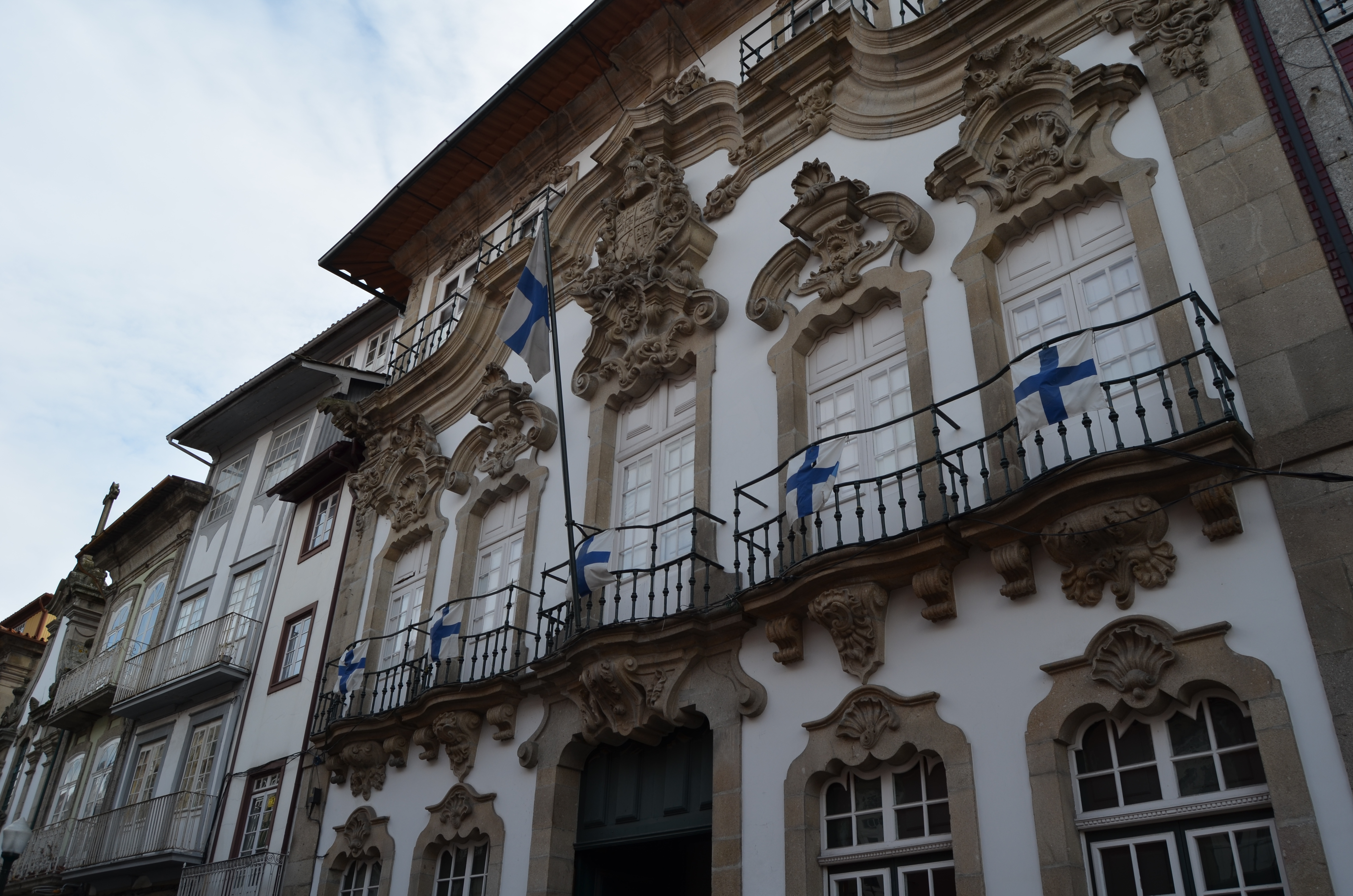
Edifício barroco con banderas del Condado Portucalense (usada entre 1095 y 1139).
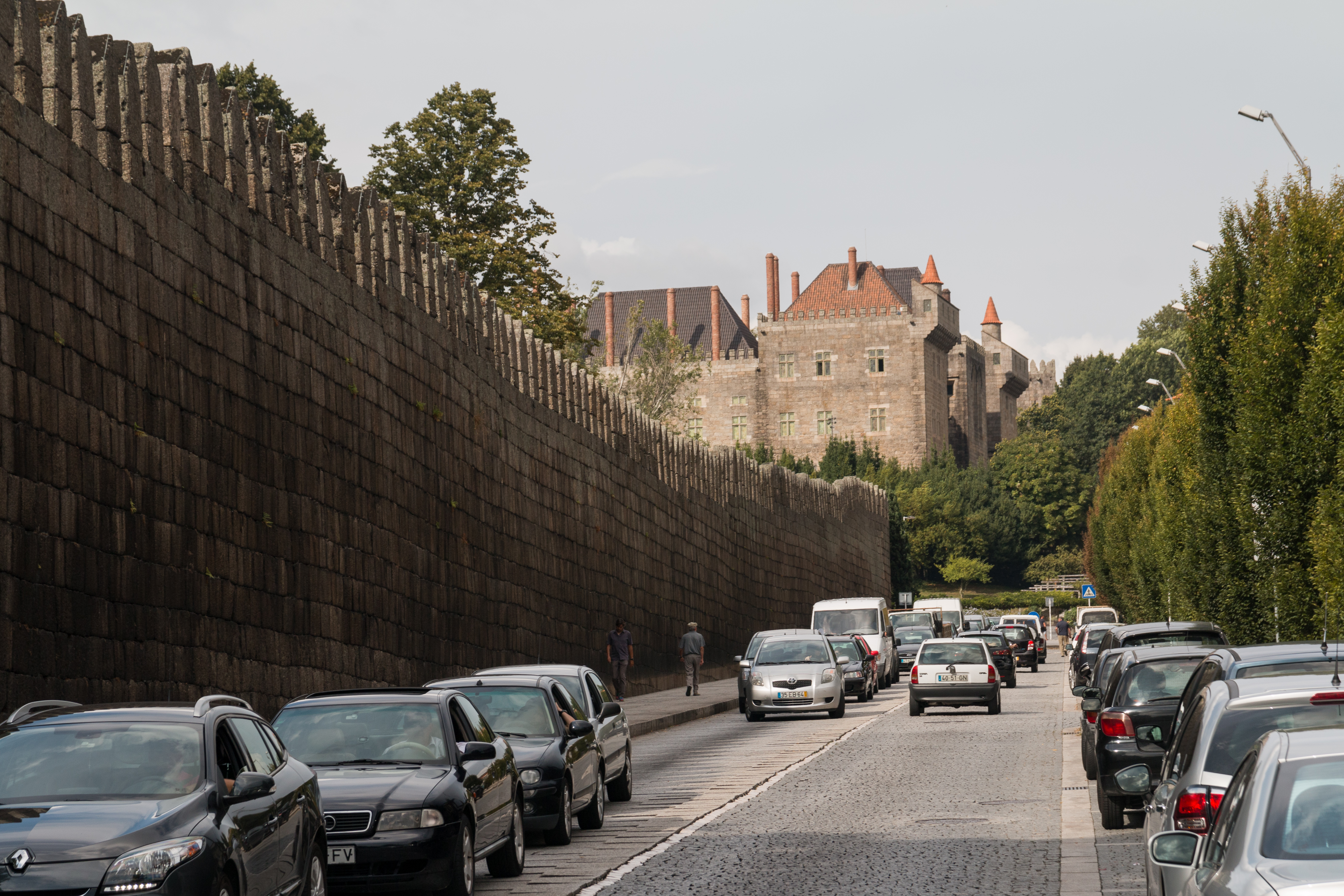
Murallas de Guimarães, con el Palacio de los Duques de Braganza al fondo.
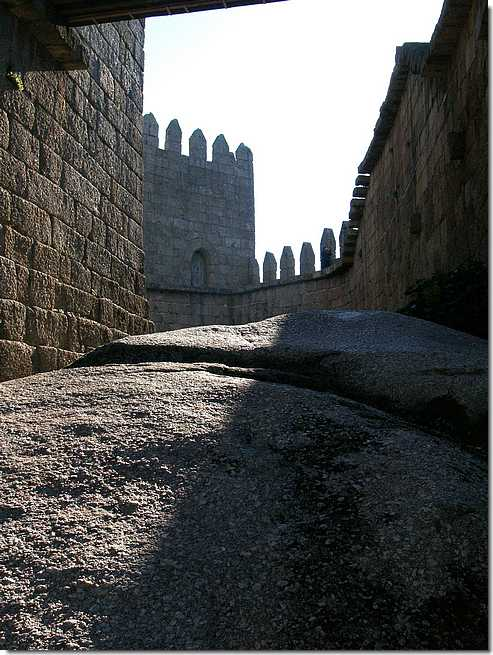
Interior del Castillo de Guimarães.
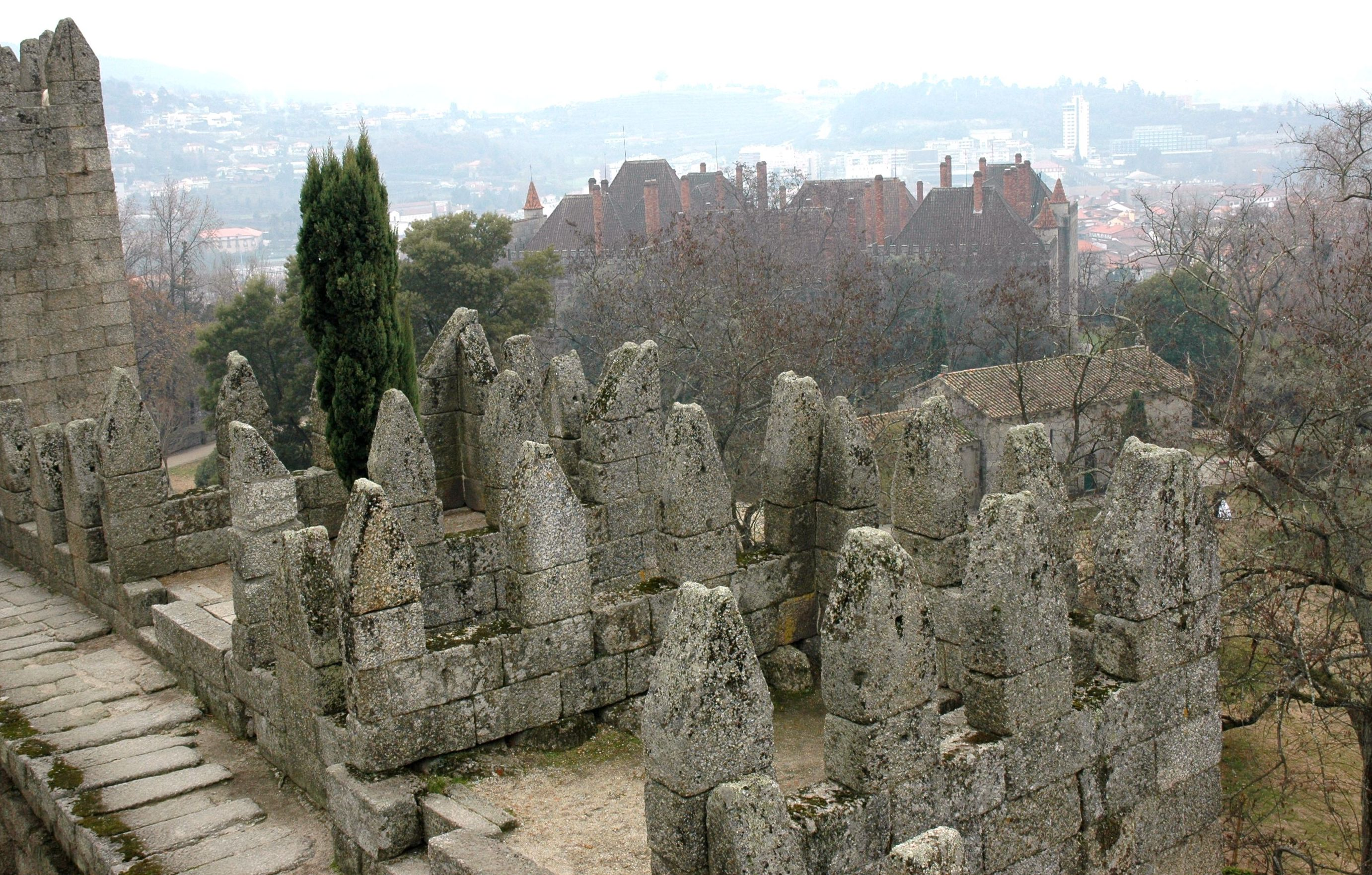
Castillo de Guimarães, con el palacio ducal al fondo.
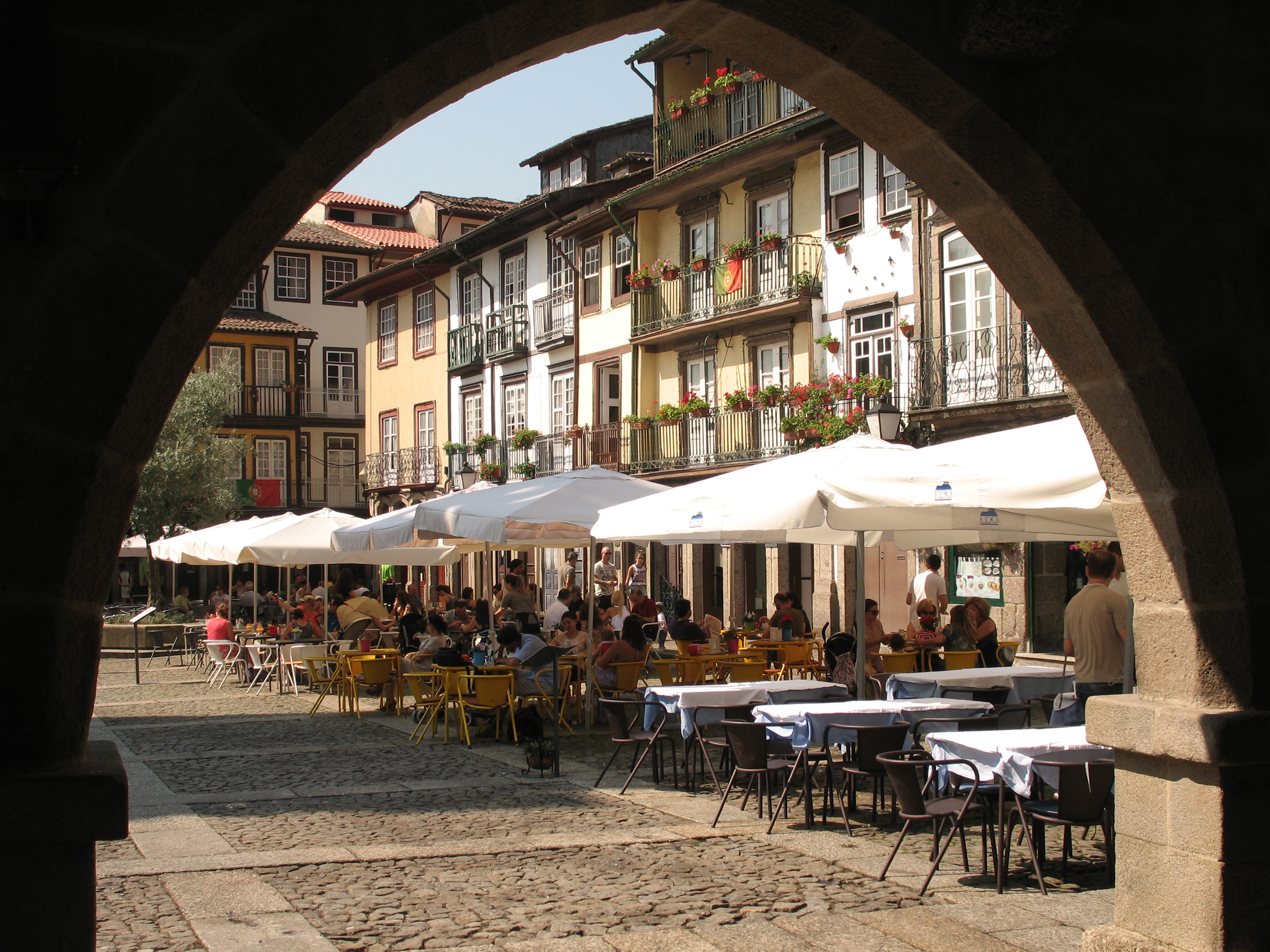
Arco a la Plaza de Oliveira en Guimarães.
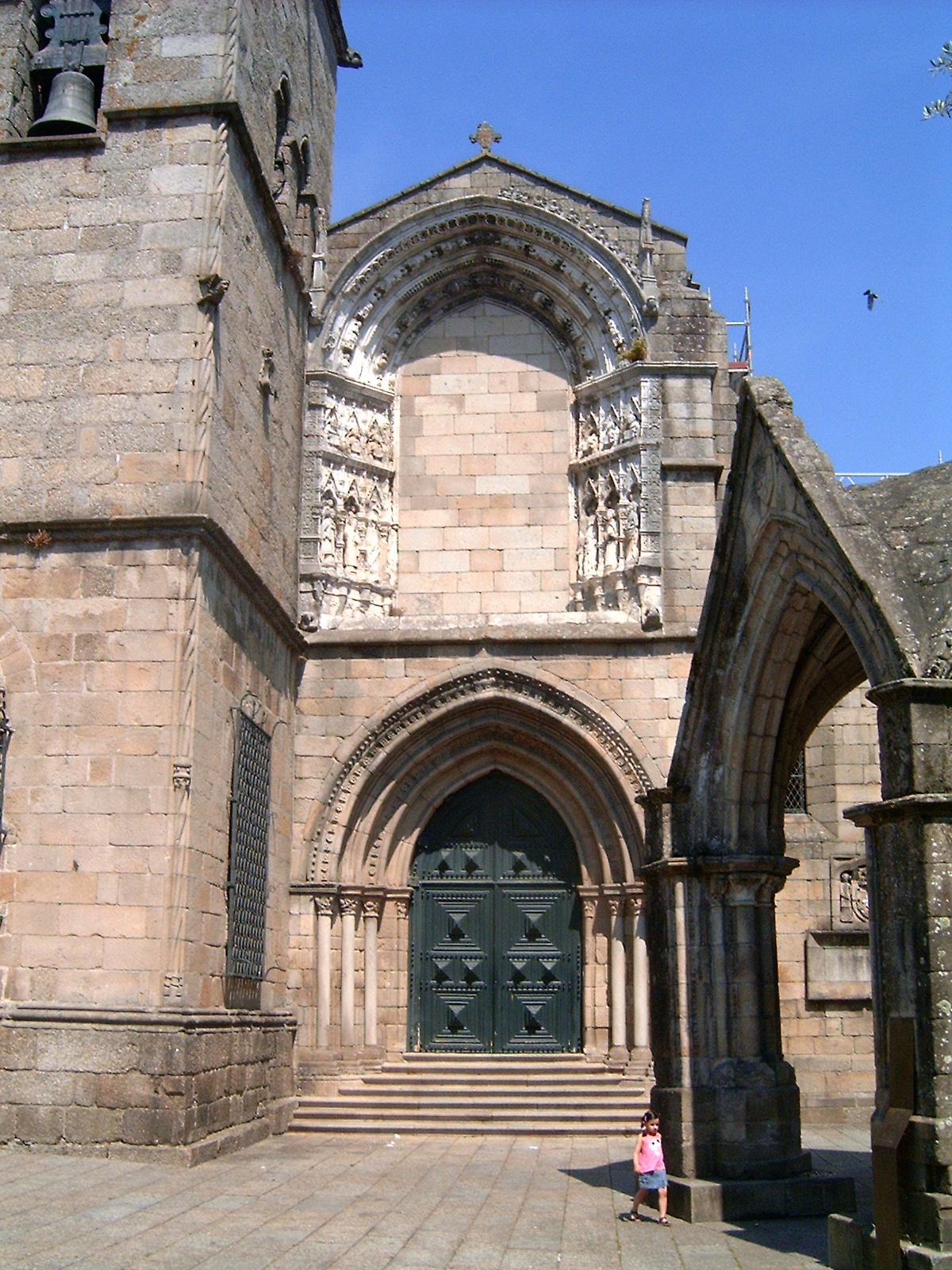
Iglesia de Nuestra Señora de la Oliveira, del siglo XII.
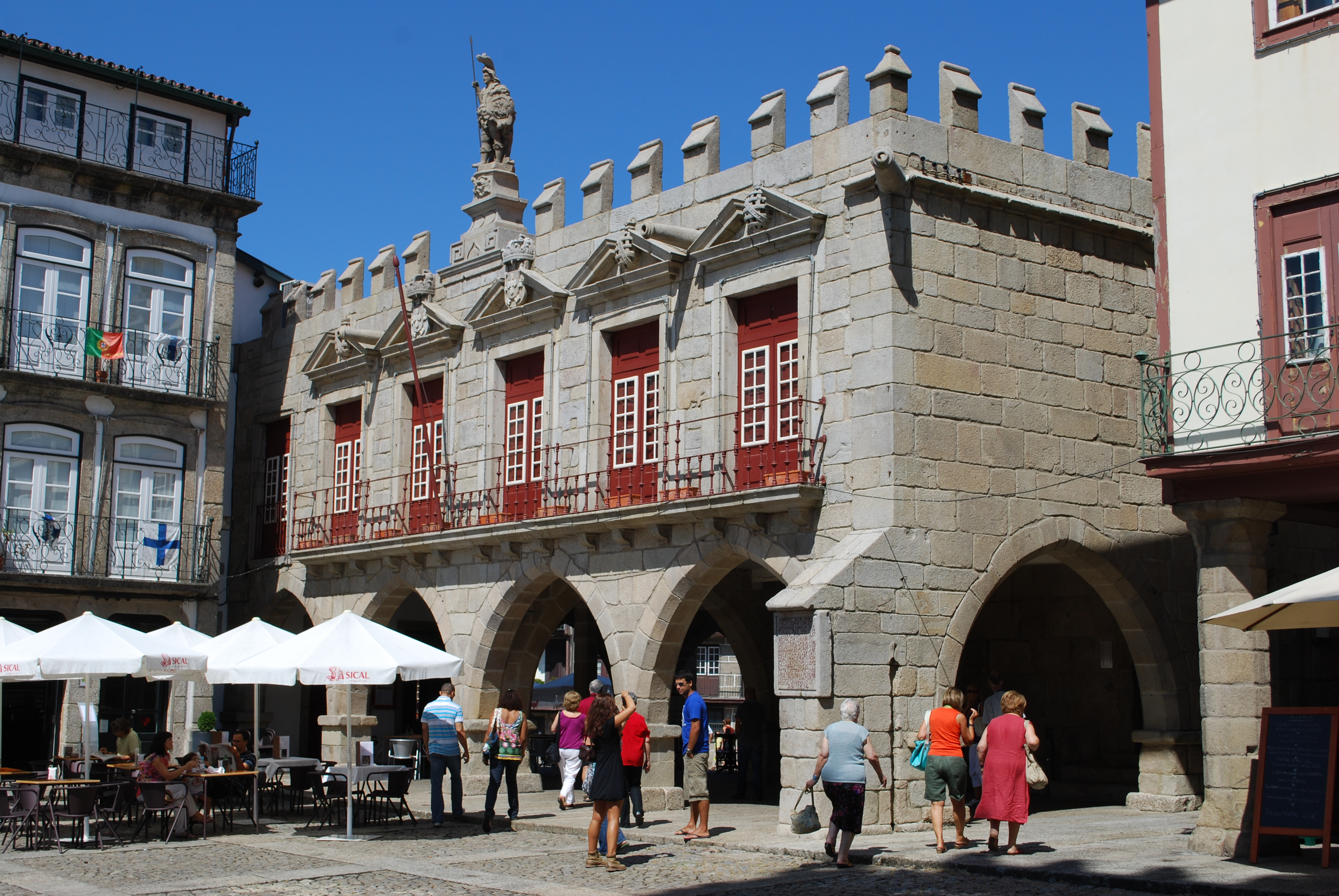
Antiguo ayuntamiento de Guimarães.
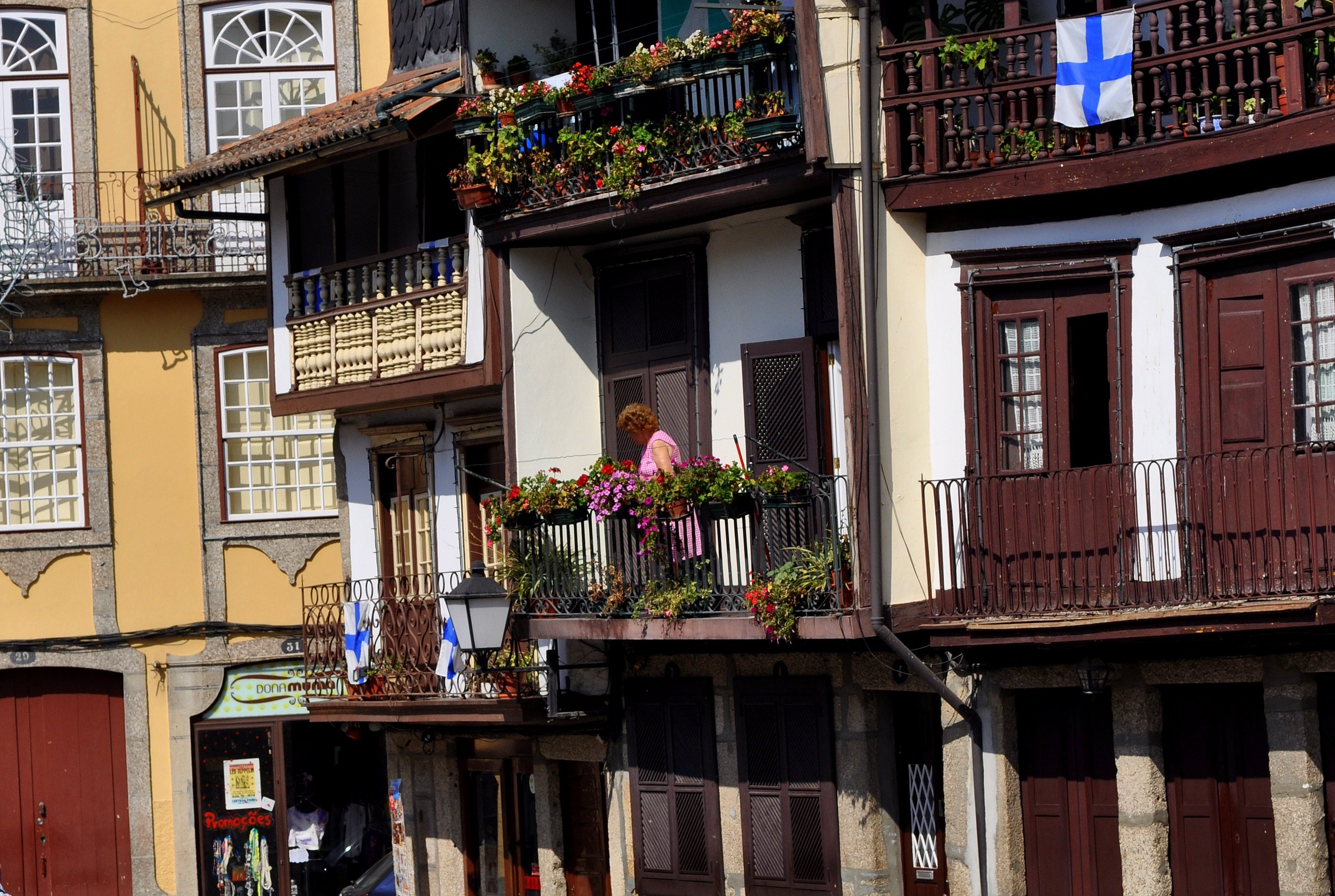
Balcones en la Plaza de Santiago.
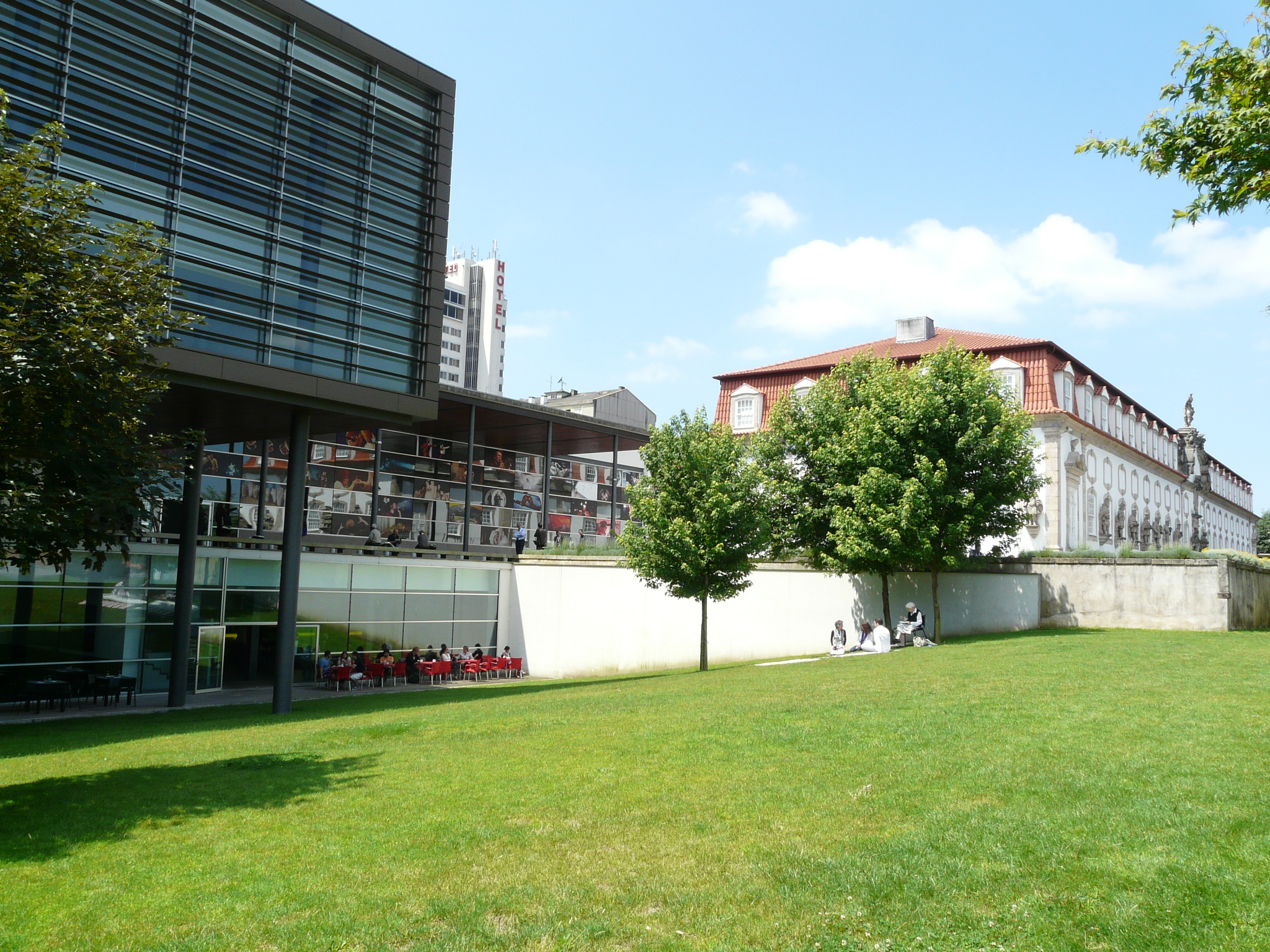
Edificios y jardín en el Centro cultural Vila Flor.
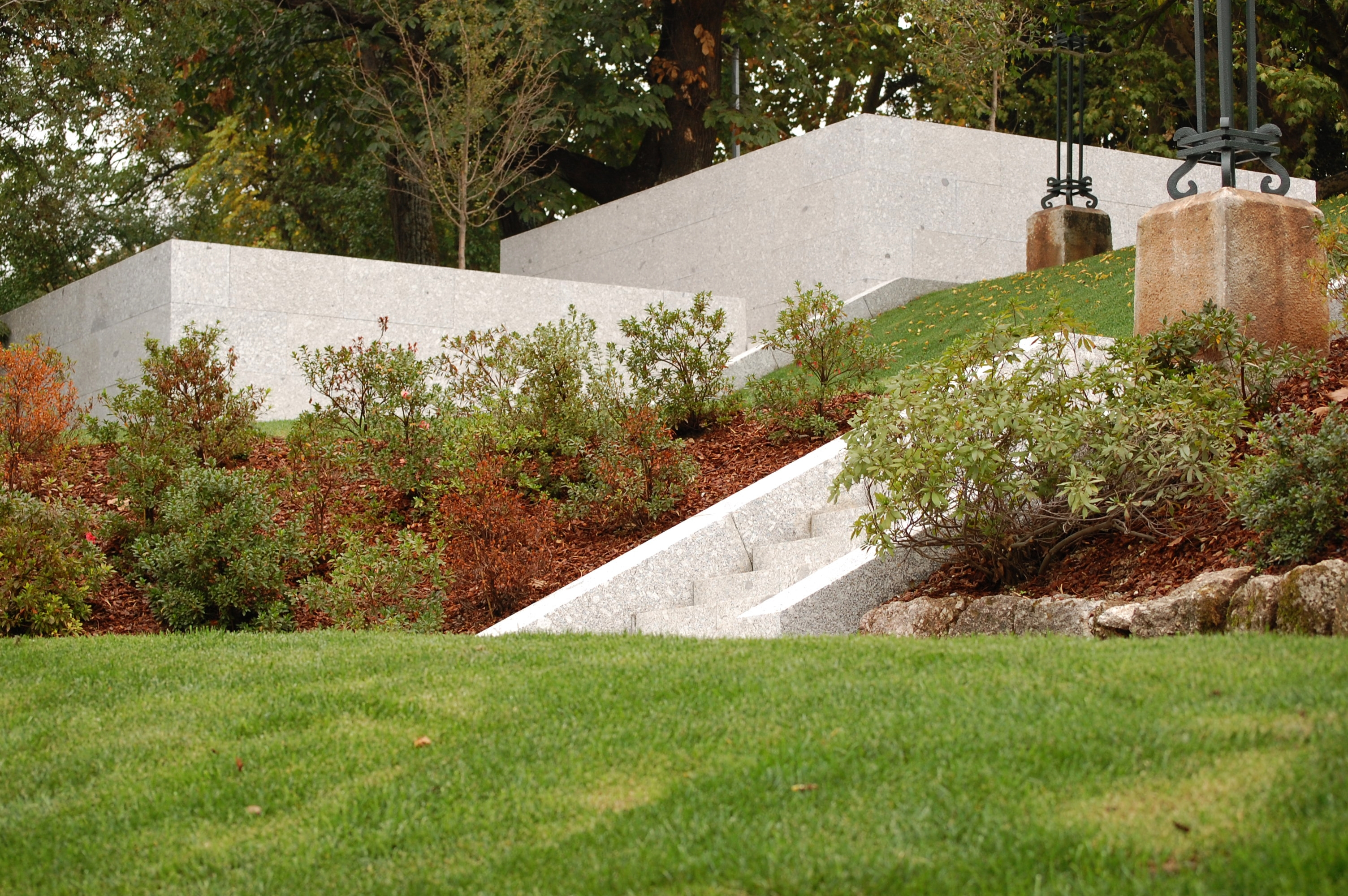
Jardines del Largo do Carmo.

Castillo medieval de Guimarães

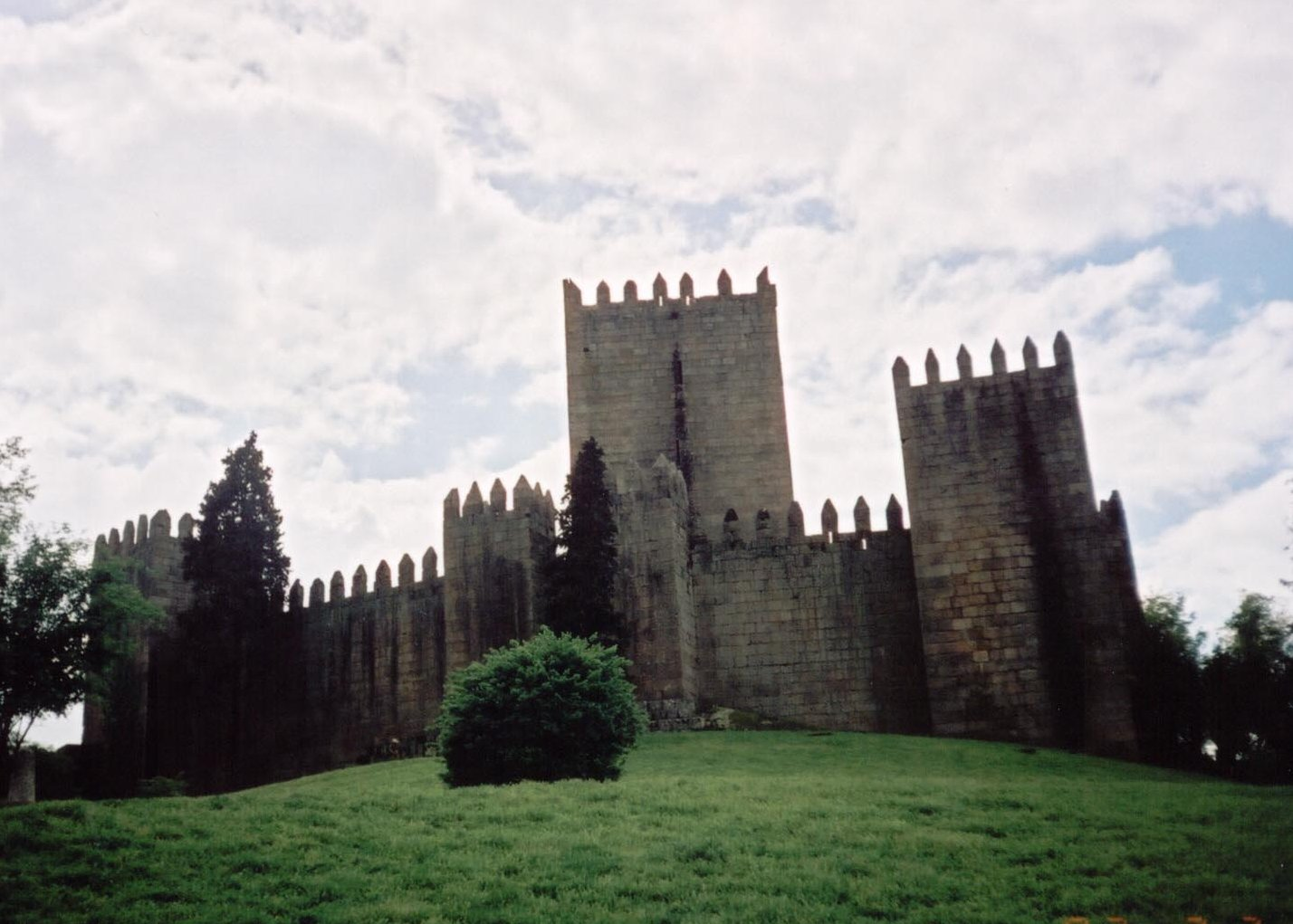
Castillo de Guimarães

Construido en el siglo IX, este monumento fue declarado una de las Siete Maravillas de Portugal en el año 2007. Actualmente es un museo que muestra la historia de la fundación de la ciudad.
Palacio de los duques de Braganza

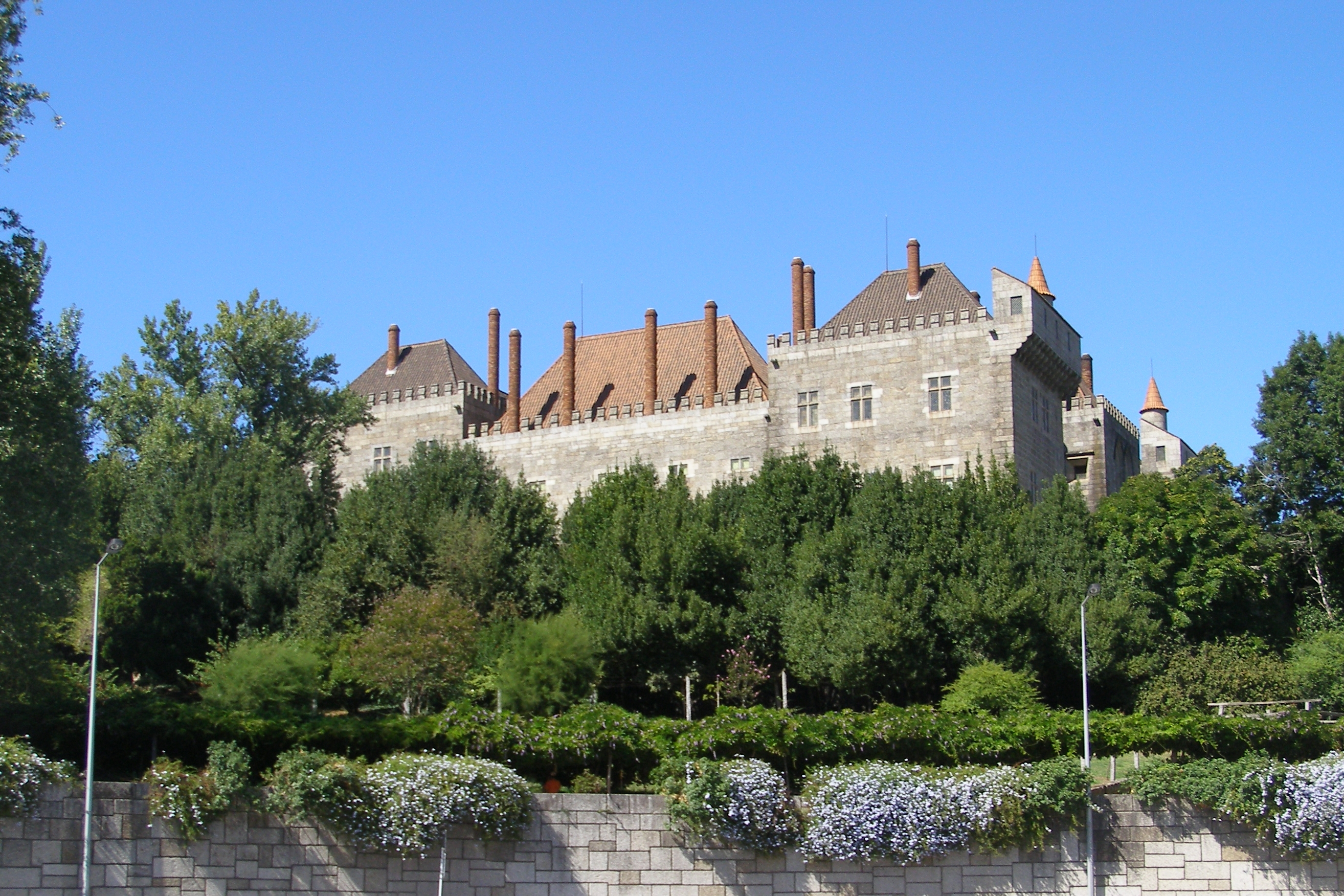
Palacio de los duques de Braganza.

Palacio del siglo XV, mandado construir por Alfonso, futuro duque de Braganza, donde es posible observar la influencia de la arquitectura señorial de la Europa Septentrional. En el siglo XIX fue convertido en cuartel.
A mediados del siglo XX, tras un período de abandono, fue restaurado y posteriormente convertido en museo, albergando un expolio del siglo siglo XVII y siglo XVIII. De las varias colecciones que posee, unas retratan las aportaciones de los portugueses de la época de los Descubrimientos; otras narran algunos de los pasos de las conquistas en el Norte de África. Posee también colecciones de armas de los siglos XV a XIX y colecciones de muebles del período posterior a los descubrimientos. Además de su función como museo, este palacio fue en su segundo piso, adaptado como residencia oficial del presidente de la República Portuguesa, cuando debe viajar al norte de Portugal.

## Administración y política

### Resultados de las elecciones municipales
| Partidos       | %    | M    | %    | M    | %    | M    | %    | M    | %    | M    | %    | M    | %    | M    | %    | M    | %    | M    | %    | M    | %    | M    |
| Partidos       | 1976 | 1976 | 1979 | 1979 | 1982 | 1982 | 1985 | 1985 | 1989 | 1989 | 1993 | 1993 | 1997 | 1997 | 2001 | 2001 | 2005 | 2005 | 2009 | 2009 | 2013 | 2013 |
| -------------- | ---- | ---- | ---- | ---- | ---- | ---- | ---- | ---- | ---- | ---- | ---- | ---- | ---- | ---- | ---- | ---- | ---- | ---- | ---- | ---- | ---- | ---- |
| PS             | 31,5 | 3    | 35,8 | 4    | 42,7 | 4    | 32,6 | 3    | 47,2 | 6    | 52,6 | 7    | 49,8 | 6    | 50,0 | 6    | 49,4 | 6    | 53,5 | 7    | 47,6 | 6    |
| PSD            | 24,7 | 3    |      |      |      |      | 32,7 | 4    | 31,3 | 3    | 29,1 | 3    | 26,8 | 3    | 29,3 | 4    | 30,1 | 4    | 27,4 | 3    |      |      |
| CDS-PP         | 23,1 | 2    |      |      |      |      | 16,1 | 1    | 9,6  | 1    | 5,1  |      | 5,9  |      | 4,4  |      | 2,8  |      | 4,7  |      |      |      |
| FEPU / APU/CDU | 11,6 | 1    | 14,7 | 1    | 14,3 | 1    | 9,9  | 1    | 8,0  | 1    | 9,5  | 1    | 14,5 | 2    | 12,2 | 1    | 11,4 | 1    | 8,8  | 1    | 8,3  | 1    |
| AD             |      |      | 44,7 | 4    | 38,6 | 4    |      |      |      |      |      |      |      |      |      |      |      |      |      |      |      |      |
| PSD / CDS-PP   |      |      |      |      |      |      |      |      |      |      |      |      |      |      |      |      |      |      |      |      | 35,6 | 4    |

## Capital Europea de la Cultura
| Predecesor: Tallin Turku | Capital Europea de la Cultura junto con Maribor 2012 | Sucesor: Košice Marsella |